# Vilzing

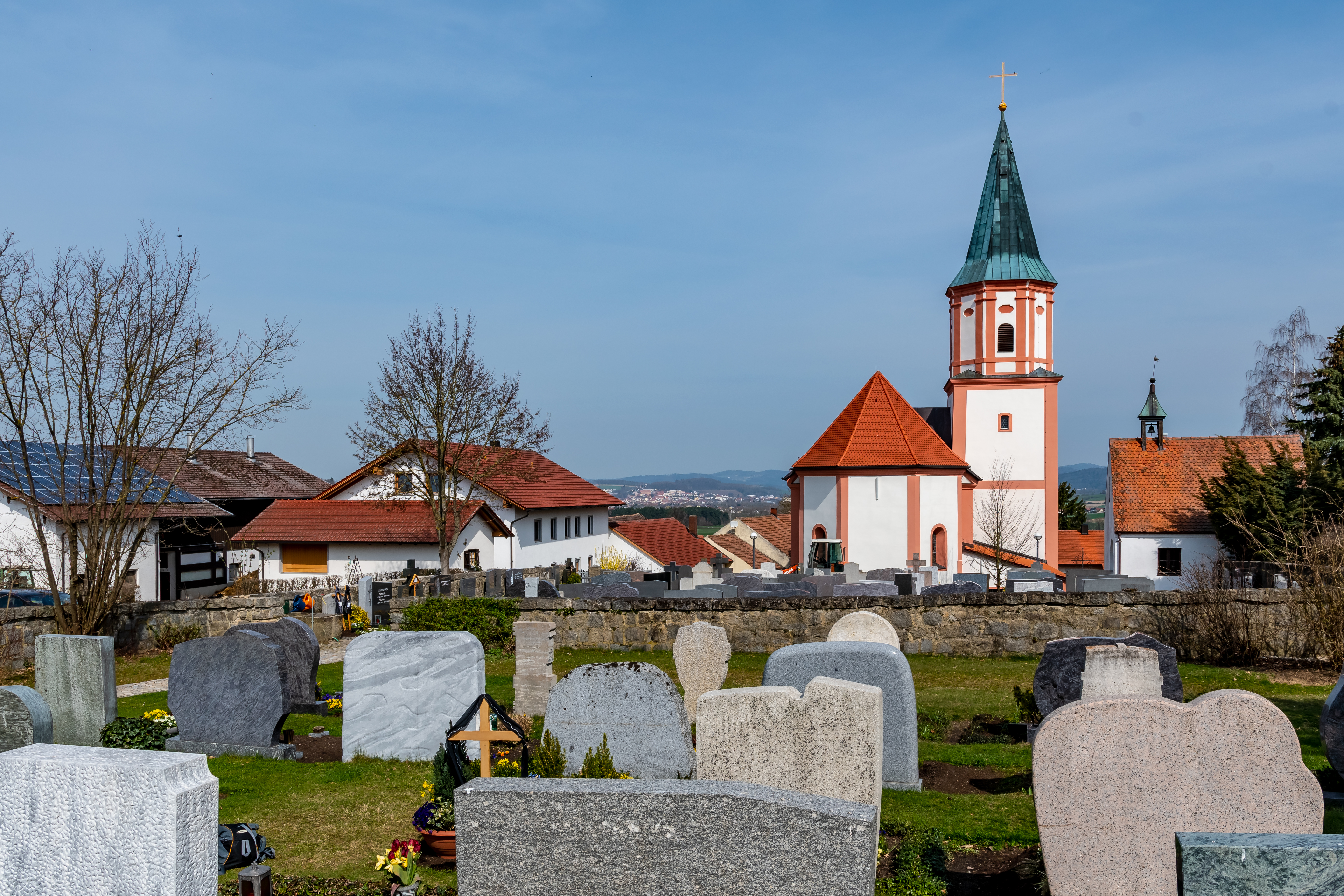
Katholische Expositurkirche St. Laurentius in Vilzing

Vilzing ist ein Gemeindeteil der Kreisstadt Cham und eine Gemarkung im oberpfälzischen Landkreis Cham in Ostbayern.

## Lage und Verkehrsanbindung
Das Pfarrdorf Vilzing liegt etwas mehr als fünfeinhalb Kilometer südlich des Stadtkerns von Cham. Die Bundesstraße 20 verläuft westlich.
Die Gemarkung Vilzing liegt vollständig im Stadtgebiet von Cham und hat eine Fläche von etwa 895 Hektar. Auf ihr liegen die Chamer Gemeindeteile Eichberg, Vilzing, Gredlmühle, Hanzing, Ried a.Sand und Rissing. Die angrenzenden Gemarkungen sind Altenmarkt, Gutmaning, Haderstadl, Schachendorf, Zandt, Harrling, Sattelpeilnstein und Traitsching.

## Geschichte
1818 wurde die Landgemeinde Vilzing durch das bayerische Gemeindeedikt gebildet. Im Jahr 1925 hatte diese eine Fläche von 1030,75 Hektar, bestand aus den sechs Orten Eichberg, Vilzing, Gredlmühle, Hanzing, Rissing und Trefling und hatte 491 Einwohner, 254 davon im Kirchdorf Vilzing. Im Jahr 1946 wurde Trefling in die Gemeinde Traitsching ausgegliedert und Ried am Sand aus der aufgelösten Gemeinde Haderstadl eingegliedert. Bei der Volkszählung 1950 hatte die Gemeinde 464 Einwohner, 270 davon im Vilzing. Die Gemeindefläche betrug 897,33 Hektar.
Am 1. Juli 1972 wurde die Gemeinde Vilzing nach Chammünster eingemeindet. Durch die Eingemeindung von Chammünster in die Stadt Cham am 1. Mai 1978 wurde Vilzing ein Stadtteil von Cham.

## Vereine
- DJK Vilzing e. V.
- Freiwillige Feuerwehr Vilzing e. V.
- Schützenverein Lindenbaum Vilzing
- Obst- und Gartenbauverein Vilzing
- Krieger- und Soldatenkameradschaft Vilzing
- Frauen- und Mütterverein Vilzing